# کلارا کامپوامور
کلارا کامپوامور رودریگز (۱۲ فوریه ۱۸۸۸ – ۳۰ آوریل ۱۹۷۲) سیاستمدار، وکیل و نویسنده برجسته اسپانیایی بود که برخی او را «مادر جنبش فمینیستی اسپانیا در دوران فرانکو و دوره گذار دموکراتیک» می‌دانند. او یکی از اصلی‌ترین پیشگامان در زمینه حق رأی زنان در اسپانیا بود، که با تلاش‌های بی‌وقفه‌اش، این حق در قانون اساسی اسپانیا در سال ۱۹۳۱ گنجانده شد.
او در سال ۱۹۳۱ به مجمع مؤسسان انتخاب شد، در زمانی که خود زنان هنوز حق رأی دادن نداشتند. بعدها، او کرسی پارلمانی خود را از دست داد و به مدت کوتاهی به‌عنوان وزیر دولتی خدمت کرد، پیش از آنکه در خلال جنگ داخلی اسپانیا مجبور به ترک کشور شود. کلارا کامپوامور در تبعید در سوئیس درگذشت و بعدها در گورستان پلویه در سان سباستین، اسپانیا به خاک سپرده شد.

## حق رأی زنان
پس از آغاز جمهوری دوم، کلارا کامپوامور در انتخابات ۱۹۳۱ به‌عنوان نماینده حوزه انتخابیه مادرید از سوی حزب رادیکال انتخاب شد (در آن زمان زنان می‌توانستند انتخاب شوند، اما حق رأی نداشتند). او به این حزب پیوست زیرا آن را «جمهوری‌خواه، لیبرال، سکولار و دموکراتیک» می‌دانست و با ایدئولوژی سیاسی خود همسو می‌دید.
او عضوی از کمیسیون قانون اساسی بود که مسئول تهیه پیش‌نویس قانون اساسی جمهوری جدید بود و این کمیسیون شامل ۲۱ نماینده بود.
اگرچه کلارا کامپوامور به‌عنوان «مادر جنبش فمینیستی اسپانیا» شناخته می‌شود، زنان اسپانیایی پیش از او از فمنیست‌های انگلستان و ایالات متحده در دهه ۱۹۲۰ الهام گرفته بودند. آنان در سال ۱۹۱۸ «انجمن ملی زنان اسپانیا» را تأسیس کردند و اولین تظاهرات فمینیستی در اسپانیا را در سال ۱۹۲۱ برگزار نمودند.
یکی از شخصیت‌های برجسته این انجمن، کارمن د بورگوس بود که کامپوامور در دوران تدریس خود در مادرید، پیش از ورود به دانشکده حقوق، با او ارتباط برقرار کرد. حتی پیش از این جنبش، تلاش‌هایی برای حق رأی زنان در سال ۱۹۰۷ انجام شده بود.<ref
چپ‌گرایان، به‌جز گروهی از سوسیالیست‌ها و برخی جمهوری‌خواهان، مخالف حق رأی زنان بودند، زیرا معتقد بودند که زنان تحت تأثیر شدید کلیسا قرار دارند و به نفع جناح راست رأی خواهند داد. به همین دلیل، حزب سوسیالیست رادیکال کلارا کامپوامور را در برابر نماینده شناخته‌شده دیگری، ویکتوریا کنت، که مخالف حق رأی زنان بود، قرار داد.
بحث نهایی در تاریخ ۱ اکتبر برگزار شد. کامپوامور به‌عنوان برنده شناخته شد و در نتیجه، تصویب ماده ۳۶ که حق رأی زنان را ممکن می‌ساخت، با ۱۶۱ رأی موافق و ۱۲۱ رأی مخالف به دست آمد. او از سوی بیشتر اعضای حزب سوسیالیست – با استثنائات مهمی مانند ایندالسیو پریتو – بسیاری از جناح راست، تقریباً تمام اعضای چپ جمهوری‌خواه کاتالونیا و گروه‌های کوچک جمهوری‌خواه مانند ترقی‌خواهان و انجمن دفاع از جمهوری حمایت شد. با این حال، اقدام جمهوری‌خواه، حزب رادیکال سوسیالیست اسپانیا، با وجود عضویت و حمایت کامپوامور از این حزب، با او مخالفت کرد.
نه کلارا کامپوامور و نه ویکتوریا کنت قادر به تمدید کرسی‌های خود در انتخابات ۱۹۳۳ نشدند. در سال ۱۹۳۴، کامپوامور به علت وابستگی حزب رادیکال به CEDA و شدت عمل در سرکوب قیام آستوریاس، تصمیم به ترک این حزب گرفت.
او در همان سال کوشید تا با وساطت نخست‌وزیر سانتیاگو کاسارس کوئیروگا به چپ جمهوری‌خواه بپیوندد، اما درخواست او رد شد. نهایتاً، در ماه مه ۱۹۳۵، کتابی با عنوان گناه مرگبار من: حق رأی زنان و من  منتشر کرد که در آن، مبارزات پارلمانی و دیدگاه‌های خود را به تصویر کشید.